# Nemnövekedés

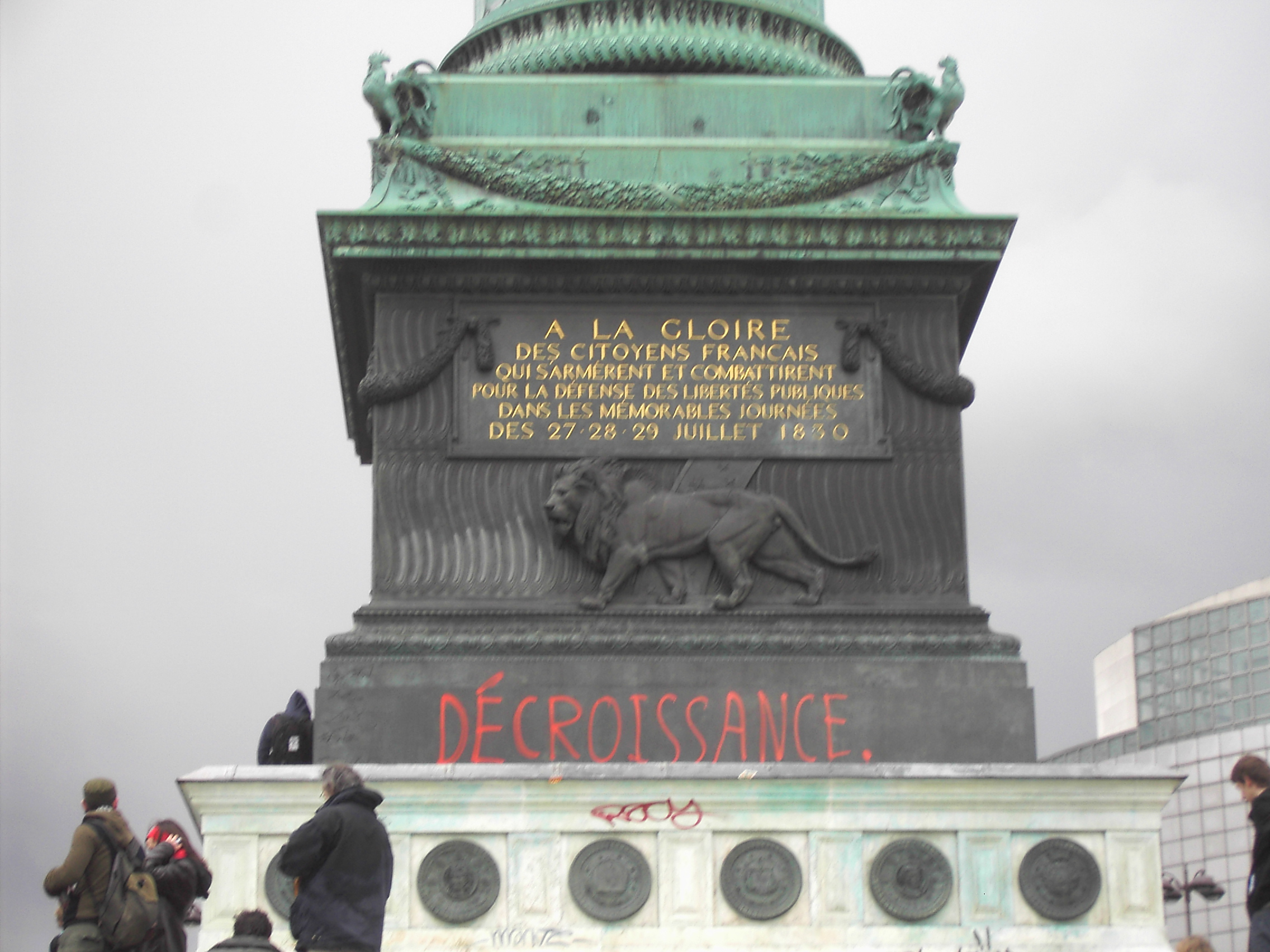
Nemnövekedést hirdető felirat a Július oszlopon a Bastille téren Párizsban az Első Munkaszerződés elleni tiltakozás idején, 2006. március 28-án

Nemnövekedés (angolul: degrowth, franciául: décroissance, spanyolul: decrecimiento, olaszul: decrescita) egy politikai, gazdasági és társadalmi mozgalom, melynek alapját környezetvédelmi, fogyasztásellenes és anti-kapitalista eszmék alkotják. A nemnövekedést valló gondolkozók és aktivisták kiállnak a termelés és a túlfogyasztás – melyben hosszú távú környezetvédelmi aggályok és a társadalmi egyenlőtlenségek gyökereznek – visszafogása mellett. A koncepció megvalósíthatósága a fogyasztás oly módú csökkentésében rejlik, mely nem várja el az egyéni áldozatvállalást és a jólét csökkenését. A növekedésellenzők célja inkább, hogy maximalizálja a boldogságot és a jólétet a nemfogyasztás révén - munkamegosztással, kevesebb fogyasztással, művészetnek, zenének, családnak, kultúrának és közösségnek szentelt idővel.
Az egyén szintjén a nemnövekedést önkéntes egyszerűséggel érik el. A növekedésellenesek szerint a globális megoldás a gazdasági tevékenységek lokalizációjával jár, mely révén csökken annak ökológiai lábnyoma és megszűnik az emberiség fosszilis üzemanyagoktól való függése. A nemnövekedés szembehelyezkedik a fenntartható fejlődéssel, mert annak ugyan célja, hogy kezelje a környezeti problémákat, mindezt a gazdasági növekedés érdekében teszi, ami nem tette jobbá az emberek életét és elkerülhetetlenül a környezet állapotának romlásához vezet [forrás?]. Így a nemnövekedés éles ellentétben áll a produktivista kapitalizmus jelenlegi formájával, mely a tőke és a javak felhalmozását tartja a kívánatos végcélnak [forrás?].

## Háttér
A mozgalom az iparosodott társadalommal (akár kapitalista, akár szocialista) párosult produktivizmus érzékelhető következményei miatt érzett aggodalmakból ered:
- A rendelkezésre álló erőforrások csökkenése (lásd olajhozamcsúcs)
- A környezet romló állapota (lásd globális felmelegedés, környezetszennyezés)
- A növény- és állatvilág - beleértve az embert magát - egészségügyi állapotának romlása
- A negatív társadalmi mellékhatások (lásd: fenntarthatatlan fejlődés, az egészségügy elszegényesedése, szegénység) növekedése
- Az első világ országainak egyre bővülő energiaigénye, hogy kielégítse azt az életvitelt, mely egyre több ételt és energiát fogyaszt és több hulladékot termel a harmadik világ kárára (lásd neokolonizáció)

### Erőforrások felélése
A gazdaság növekedésével összefüggésben növekszik az igény az erőforrásokra. A nem megújuló erőforrások, mint a kőolaj korlátozott mennyiségben állnak rendelkezésre, így azok szükségszerűen kimerülnek majd. A megújuló erőforrások szintén kimeríthetők ha kitermelésük huzamos ideig nem fenntartható mértékben történik. Ez történt például a Kaszpi-tenger kaviárhozamával is. Aggályos, hogy ezen erőforrások csökkenő rendelkezésre állása hogyan felel meg a növekvő keresletnek. Sokan a műszaki haladástól várják el a felélt erőforrások pótlását. Néhányan például a bioüzemanyagoktól várják az olajhozamcsúcs utáni kínálathiány mérséklését. Azonban mások azzal érvelnek, hogy egyetlen alternatíva sem képes hatékonyan helyettesíteni az olaj sokoldalúságát és szállíthatóságát.
A nemnövekedés hívei azzal érvelnek, hogy a kínálat hiányának végleges megoldása az igények csökkentése. A kínálatnak és ezért a termelésnek is olyan szintre kell csökkennie, ami megakadályozza az erőforrások felélését és környezetileg is egészséges. Az elmozdulás egy olyan társadalom irányába, amely nem függ az olajtól - úgy tűnik - alapvető, hogy elkerüljük a társadalmi összeomlást, mikor a nem megújuló erőforrások elfogynak. "De a nemnövekedés nem csak mennyiségi kérdés, hanem sokkal inkább egy paradigma szerint az értékek újra rendezése, különösen tekintettel a társadalmi és természeti értékek megerősítésére és a gazdaságpolitika újra értelmezésére".

### Ökológiai lábnyom
Az ökológiai lábnyom a földi ökoszisztéma emberi igénybevételének mértéke. Az emberi igényeket hasonlítja a Föld ökológiai megújulásának kapacitásához. Reprezentálja a biológiailag produktív föld és tenger területét, mely ahhoz kell, hogy az emberi populáció fogyasztásának és a keletkező hulladék befogadásának és ártalmatlanná tételének szükséges erőforrásait megújítsa.
A 2005-ös Global Footprint Network (Globális Lábnyom Hálózat) beszámoló szerint, a magas jövedelmű országok lakói 6,4 globális hektáron (gHa), az alacsony jövedelmű országok lakosai egyetlen globális hektáron élnek. Például Banglades egyes lakói abból tartják el magukat, amit 0.56 gHa-on megtermelnek, míg egy észak-amerikai 12,5 gHa-t igényel. Egyes észak-amerikai lakosok 22,3-szor több földet használnak, mint egy bangladesi. Az észak-amerikaiak által használt 12,5 gHa-ból 5,5 gHa van az Egyesült Államok területén, a maradék idegen országokban. Ugyanezen beszámoló szerint míg korábban az átlagos emberenkénti mennyiség 2,1 gHa volt, mostanra a fogyasztás mértéke elérte az emberenkénti 2,7 gHa átlagot.
Annak érdekében, hogy a Föld populációjának életszínvonala elérje az átlagos európai országok színvonalát, három és nyolc közötti Föld erőforrásai lennének szükségesek [forrás?]. Ahhoz, hogy a világgazdaság kiegyenlített legyen a jelenleg rendelkezésre álló erőforrások mellett, a gazdag országoknak a nemnövekedésen keresztül csökkentetniük kellene az életszínvonalukat [forrás?]. Az erőforrások végső csökkenése a fogyasztás erőltetett visszafogásához vezetne. A fogyasztás tudatos csökkentése a változás miatti trauma csökkenésével járna.

### Nemnövekedés és fenntartható fejlődés
A nemnövekedés gondolata ellenzi a produktivizmus közgazdaságtan minden formáját, így a fenntartható fejlődést is. Míg a fenntarthatóság miatti aggodalom nem mond ellent a nemnövekedésnek, addig a fenntartható fejlődés a fő csapásirányt képviselő globális fejlesztésből táplálkozik, mely a kapitalista növekedést és fogyasztást serkenti. A nemnövekedést vallók szemszögéből a fenntartható fejlődés ezért oximoron, mivel minden növekedés alapú fejlesztés eredendően fenntarthatatlan egy véges és környezeti szempontból erőltetett világban. Mivel a fogyasztás jelenlegi mértéke meghaladja a Föld erőforrásainak megújulásának mértékét, a gazdasági növekedés ezen erőforrások kimerüléséhez vezet a jövőben [forrás?]. Azok, akik egyetértenek a fenntartható fejlődés gondolatával azt állítják, hogy a gazdasági növekedés folytatható az energia- és az erőforrás-felhasználás csökkentése mellett.
Továbbá bizonyított, hogy a növekedés alapú fejlesztés hathatósabban növeli a társadalmi egyenlőtlenséget a kevesek kezében koncentrálódó vagyon által, ami a további vagyont generál és növeli az életszínvonalat. A nemnövekedés bírálói azt állítják, hogy a gazdasági növekedés csökkenése növekvő munkanélküliséget és szegénységet eredményezne. Sokan, akik értik a növekedés környezetpusztító velejáróját továbbra is kiállnak a gazdaság növekedése mellett, ha nem is északon, de délen. A gazdaság lassabb növekedése azonban nem hozná a nemnövekedés előnyeit — önellátás, anyagi felelősségvállalás — és valóban a foglalkoztatottság csökkenéséhez vezetne. Ehelyett a nemnövekedés támogatói a jelenlegi (növekvő) gazdasági rendszertől való teljes elfordulást javasolják, a globális gazdaság lokalizálását és elhagyását indítványozva a teljes déli területeken, mely segítené a déli emberek önellátóbbá válását és véget vetne a túlfogyasztásnak, valamint a déli erőforrások északiak által történő kihasználásának.

### A GDP alternatívái
A gazdasági növekedés alapját a GDP nevű indikátor képezi, így a növekedés elvárásának kritikájával kapcsolatban lényegbevágó kérdés, hogy a GDP mit mér valójában, és mit nem. A GDP alternatíváival kapcsolatban az első nagy lépés a 2007-es magas szintű konferencia volt, az Európai Tanács, az Európai Parlament, a Club of Rome, az OECD és a WWF szervezésében, Túl a GDP-n (Beyond GDP) címmel. A második nagy mérföldkő Joseph Stiglitz Nobel díjas közgazdász 2008-as jelentése volt (a Stiglitz jelentés – The „Stiglitz report”). 2009 augusztusában aztán az Európai Bizottság kibocsátotta az „EU Roadmap 2009” programját, egy közleményt „A GDP-n innen és túl – A haladás mérése változó világunkban” címmel. Ebben a jelentésben arra a következtetésre jutnak, hogy a GDP „minden hiányossága ellenére még mindig a legjobb mérőszám a piacgazdaság teljesítményének értékelésére”, de hozzáteszik, „szükség van tehát arra, hogy a GDP-t olyan statisztikákkal egészítsük ki, amelyek egyéb, az emberek jólétét kritikus mértékben meghatározó gazdasági, társadalmi és környezetvédelmi kérdésekkel is foglalkoznak”. Továbbá meghatározták, hogy 2012 folyamán a kutatás további eredményeiről újfent tájékoztatást adnak.
A GDP-vel kapcsolatban fontos tehát, hogy a GDP nem méri a társadalmi jólétet, ami viszont igényként merül fel.
Az GDP egyebek közt az alábbi fontos tényezőket nem méri:
1. egészség
2. gyermekhalandóság
3. megbetegedési arányszám
4. öngyilkossági arányszám
5. bűnözés
6. szegénység
7. környezeti egészség/pusztulás ráta, illetve a természetes környezet pusztítása
8. infrastruktúra, autópályák, hidak
9. család széthullás
10. szabadidő csökkenés
11. munkába járás költségei
12. a közösségek civil aktivitásának hiánya
13. a következő generációk sorsa iránti aggodalom hiánya
14. fizetési szakadék (férfiak/nők, szegények/tehetősek)

alternatív mutatók (nem teljes) listája:
1. FISH (Fordham Index Of Social Health) http://www.ccsd.ca
2. GPI (Genuine Progress Indicator) http://www.rprogress.org
3. UNHDI (United Nations Human Development Index) http://www.un.org
4. GSDP (Gross Sustainable Development Product) https://web.archive.org/web/19990831132600/http://members.home.net/g.dufour/
5. GESDI (Gross Environmental Sustainable Development Index)

### "A visszacsapó hatás"
Az erőforrás-felhasználás csökkentésére vagy a hatékonyság növelésére tervezett eljárást gyakran fenntartható – avagy zöld – megoldásnak tartják. A nemnövekedés azonban ellenzi ezt a műszaki előnyt a továbbiakban "visszacsapó hatásként" nevezett effektusra alapozva. Ez a koncepció azon megfigyelésen alapul, miszerint egy kevésbé erőforrás-igényes gyártási eljárás bevezetésekor a termék felhasználói köre megváltozik – felhasználásának mértéke növekszik –, ezzel ellensúlyozva bármilyen potenciális erőforrás-megtakarítást. A visszacsapó hatás fényében a nemnövekedés támogatói kitartanak amellett, hogy az egyetlen hatásos "fenntartható" megoldásnak a növekedési paradigma teljes elutasításával és a nemnövekedési megközelítés felé történő előrehaladással kell járnia.

## A mozgalom eredete
A kortárs nemnövekedési mozgalom a 19. századi anti-indusztrialista irányzatban gyökerezik, melyet Nagy Britanniában John Ruskin, William Morris és az Arts and Crafts mozgalom (1819–1900), az Egyesült Államokban Hanry David Thoreau (1817–1862), Oroszországban pedig Lev Tolsztoj (1828–1911) alakított ki.
A valódi nemnövekedés elmélet az 1970-es években jelent meg a Római Klub agytröszt és olyan értelmiségiek nyomán, mint Nicholas Georgescu-Roegen, Jean Baudrillard, André Gorz, Edward Goldsmith, Ivan Illich és László Ervin. Elképzeléseik olyan korábbi gondolkozók elméleteit tükrözik, mint a közgazdász E. J. Mishan, az ipartörténész Tom Rolt és a radikális szocialista Tony Turner. Mohandász Karamcsand Gandhi írásai azon részei, melyek az önkéntes egyszerűségre vonatkoznak szintén tartalmaznak hasonló filozófiát.
Általánosabban a nemnövekedés a humanizmus, a felvilágosodás, az antropológia és az emberi jogok értékeiből merít.

### Római Klub jelentések
1968-ban a Római Klub – egy svájci, winterthuri székhelyű agytröszt – felkérte a Massachusetts Institute of Technology (Massachusettsi Műszaki Egyetem) kutatóit, hogy adjanak gyakorlati megoldást azokra a problémákra, melyek globális aggodalomra adnak okot. Az 1972-ben publikált The Limits to Growth (A növekedés korlátai) című jelentés az első fontos olyan tanulmánnyá vált, mely az akkoriban tapasztalt, korábban példátlan gazdasági növekedés ökológiai veszélyeit jelezte.
A jelentés (Meadows-jelentésként is ismert) nem szigorúan a mozgalom alapító szövege, mivel csak javallja a nulla növekedést és a fenntartható fejlődés mozgalmát is támogatták vele. Mégis e jelentések tekinthetők az első hivatalos tanulmányoknak, melyek egyértelműen rámutat a gazdasági növekedésre, mint a megnövekedett globális környezeti problémák, a szennyezés, a nyersanyaghiány és az ökoszisztéma elrombolásának kulcsfontosságú okára. A második jelentést 1974-ben publikálták és az elsővel együtt felhívta a figyelmet a témára.

### Nicholas Georgescu-Roegen tanulmánya
Nicholas Georgescu-Roegent román közgazdászt tartják a nemnövekedés megalkotójának és fő elméleti szakemberének. 1971-ben jelent meg The Entropy Law and the Economic Process című könyve, melyben megállapította, hogy a neoklasszikus közgazdasági modell nem vette figyelembe a termodinamika második főtételét, vagyis nem számoltak az energia és az anyagok lebomlásával (például: entrópianövekedés). Az összes gazdasági tevékenységet az entrópianövekedéssel azonosította, mely magában foglalja a hasznos erőforrások elvesztését is. 1979-ben Demain la décroissance ("a nemnövekedés holnapja") címmel franciára fordították cikkeinek válogatását, mely ösztönözte a francia mozgalom létrejöttét.

### Serge Latouche
Serge Latouche, a Paris-Sud 11 Egyetem közgazdaságtan professzora megjegyezte:
Ha megpróbáljuk megmérni a növekedés mértékének csökkenését az okozott környezeti károk és annak környezeti és kulturális következményeit figyelembe vételével, általában nulla vagy éppen negatív növekedést kapunk eredményül. 1991-ben az Egyesült Államok 115 milliárd dollárt, vagy a GDP 2,1%-át költötte környezetvédelemre. A Clean Air Act (Tiszta Levegő Törvény) évi 45 vagy 55 millió dollárral növelte ezt a költséget. [...] A World Resources Institute megpróbálta megmérni növekedés mértékét figyelembe véve a világ természeti tőkéjére mért büntetést a fenntartható fejlődés szemszögéből. Indonéziára a felmérés azt mutatta ki, hogy a növekedés 1971 és 1984 között évi 7.1%-ról 4%-ra esett vissza mindössze három tényező miatt: erdőirtás, olaj- és gáztartalékok csökkenése és talajerózió.

### Schumacher és a buddhista közgazdaságtan
E. F. Schumacher 1973-as könyve, a Small is Beautiful megelőzi az egységes nemnövekedés mozgalmat, mégis fontos alapokat nyújt a nemnövekedés eszméjéhez. Könyvében kritizálja a neoliberalista gazdasági fejlődés modellt, kiemelve az abszurd életszínvonal növelést, mely kizárólag a fogyasztáson, mint a gazdasági tevékenységek és -fejlődés elsődleges célján alapul. Ehelyett arra kellene törekednünk, hogy a jólét maximalizálása mellett minimalizáljuk a fogyasztást, utalva - ahogy ő elnevezte - a buddhista közgazdaságtanra.

### Gazdasági és szociális aggályok
1972 januárjában Edward Goldsmith és Robert Prescott-Allen – a The Ecologist folyóirat szerkesztői – publikálták a Blueprint for Survival (Terv a túléléshez) című munkájukat, mely radikális programja lett a decentralizációnak és a iparosodásellenességnek, hogy megelőzzék - ahogy a szerzők utalnak rá - a "társadalom csődjét és a bolygó létfenntartó rendszerének visszafordíthatatlan felbomlását". Napjaink vezető tudósai aláírásával a Terv körbement a világon, hogy ösztönözze a környezetvédő pártok létrehozását.

## Nemnövekedés mozgalom

### 'Ne vásárolj semmit nap'
A Ne vásárolj semmit nap minden év novemberének utolsó péntekén van. Ez a nap nemhivatalosan a karácsonyi vásárlási szezon első napja. Ilyenkor a kereskedők drasztikus árleszállításokkal ösztönzik a fogyasztókat a még nagyobb mértékű vásárlásra. A ne vásárolj semmit nap e szégyentelen fogyasztás visszautasításának egy formája.

### Konferenciák
A mozgalom helyet kapott konferenciákon Párizsban, Barcelonában, és Vancouverben.

## Kritikák
Kritika tárgyát képezi az ötlet alapvetése is, hisz a jelenlegi gazdasági rendszerben az erőforrások, anyagok 80-95%-a (országonként változik) a társadalom és a gazdasági rendszer fenntartására fordítódik. A maradék 20-5% a növekedés igénye. Így logikus, hogy a nemnövekedés a gyakorlatban egyáltalán nem oldaná meg a jelenlegi környezeti problémák döntő többségét, ugyanakkor ellehetetlenítené a fejlődő országokban pl az infrastruktúra építését (hisz az is növekedés ha utat vagy kórházat építenek). Valójában a nemnövekedés ideája sok szempontból a közgazdaság környezetvédelem érdekében szükséges átalakítását elodázó eszköz, hisz elhiteti, hogy a gazdasági kibocsájtás mérséklése megoldja a környezetpusztítást.

### Liberális kritikák
A (gazdaságilag) liberális kritikák elsősorban is azért érdemelnek említést, mert hiszen a Nemnövekedés épp a gazdasági neoliberalizmus tulajdonképpeni bukását követő, "post-crisis", 2009 utáni fordulattal vált uralkodó kritikai irányzattá, s éppen a gazdasági liberalizmussal szemben. A liberális kritikák gyakorlatilag viszont-kritikák, védekezésként annak a gazdaságpolitikának a képviselőitől, amely ellenében a Nemnövekedés elsősorban kritikát fogalmaz meg.
A gazdasági liberalizmus támogatói úgy vélik, hogy a gazdasági növekedés velejárója a jólét, mert növeli a foglalkoztatottságot, javítja az életminőséget és jobb színvonalú oktatást és egészségügyi szolgáltatást biztosít (ezeket a pontokat az 1992-2009 közötti időszak tényei globálisan és 180 fokban cáfolják, szóval ez tényleg csak "vélekedés"). E liberális gazdaságpolitika szemszögéből a nemnövekedés gazdasági recessziót és romló jólétet jelent (ami természetes, hiszen éppen ez a probléma a liberális gazdaságpolitikával, hogy csak növekedésben képes gondolkodni, még akkor is, amikor növekedésnek már nincs sem oka, sem tere, értsd, amikor már nincs hova növekedni, például amikor az adott gazdaság már elérte az optimális méretét).
A nemnövekedés liberális kritikája továbbá, hogy a haladás egyre inkább az ismeretekhez kapcsolódik, mintsem a fizikai erőforrások felhasználásához, valamint az, hogy a technológia fejlődése majd megoldja a Föld környezeti problémait. A szabadpiaci környezetvédelem egy olyan álláspont, amely szerint a legtöbb környezeti problémát tulajdonjog hiánya okozza.

#### Önszabályozó piac
Az önszabályozó piac hívei szerint ha egy adott nem megújuló erőforrás szűkössé válik, a piac két módon korlátozza annak kitermelését:
- növeli az árat (kereslet és kínálat)
- növeli az alternatívák (pl.: megújuló energiaforrás, újrahasznosítás, stb...) fejlesztésére fordított alapot

## Fordítás
Ez a szócikk részben vagy egészben  a   Degrowth című angol Wikipédia-szócikk ezen változatának fordításán alapul.  Az eredeti cikk szerkesztőit annak laptörténete sorolja fel. Ez a jelzés csupán a megfogalmazás eredetét és a szerzői jogokat jelzi, nem szolgál a cikkben szereplő információk forrásmegjelöléseként.

## További olvasnivalók
- Serge Latouche. A Nemnövekedés diszkrét bája. Szombathely: Savaria University Press (2011. március 15.). ISBN 9789639882713